# Бытошь
Бы́тошь — посёлок городского типа в Дятьковском районе Брянской области России.

## География
Расположен на севере Брянской области, в 39 км к северо-западу от железнодорожной станции Дятьково (на линии Брянск — Вязьма).

## История
Деревня Бытошка (Бытоша, Бытоши) известна с 1626 года. Эта дата считается годом основания посёлка.
Во времена Петра I в посёлке Петровский вблизи деревни Бытошки был построен небольшой чугунолитейный завод, сырьём для которого была болотная руда. На этом заводе изготавливались подковы, уздечки, гвозди. 
В 1745 году А.А. Гончаровым к югу от деревни Бытошь был основан новый Петровский чугунолитейный завод. В 1750 году был основан второй чугунолитейный завод (Мосоловых).
В 1827 году Бытошевский чугуноплавильный и Петровский железоделательный заводы были проданы Мельниковым. В 1839 году на Бытошевском чугуноплавильном заводе произошли волнения рабочих.
С 1861 года Бытошь стала центром Бытошевской волости Брянского уезда. 
В 1911 году приступила к работе построенная В.К. Мельниковым Бытошевская стекольная фабрика, а в 1913 году она и Бытошевский чугуноплавильный завод вошли в состав Акционерного общества Мальцевских заводов.
Статус посёлка городского типа с 1929 года.
В 1930 году в черту Бытоши были включены прилегающие деревни Шевцовка и Маховая Гута, в 1969 году — посёлки Торфяное и Петровский Завод.
В октябре 1941 года в посёлке квартировал немецкий генерал Готхард Хейнрици. В письме семье он отдельно остановился на описании увиденного в оккупированном посёлке:
Вновь нахожусь в школьном классе и пишу, сидя на школьной скамье. Снаружи — первый снег. Холодный осенний ветер обрывает листья с деревьев вокруг разрушенной церкви, что стоит напротив. Вокруг нее разбитые надгробья семьи, что раньше покровительствовала местной деревне. Вероятно, их поломали еще 23 года назад во время революции. И никто так и не озаботился убрать обломки. Имение, что когда-то было собственностью этой богатой семьи владельцев стекольного завода [Мельниковых], было превращено в райком партии. От него остались только дымоходы. Напротив всё еще дымятся руины фабрики, которую подожгли партизаны при подходе немцев. В сарае, до потолка набитом дровами, лежат остатки порубленного иконостаса, когда-то украшавшего церковь [Покрова Пресвятой Богородицы]. Там же можно найти ошметки роскошных церковных книг и Библий, обтянутых кожей и бархатом. Большевизм до основания уничтожил всё, что было прекрасного в этой безобразной стране. Немногое оставшееся уничтожает напоследок эта война.
В 2020 году посёлку было присвоено почётное звание «Посёлок партизанской славы».

## Население
| 1939  | 1959  | 1970  | 1979  | 1989  | 2002  | 2009  | 2010  | 2012  |
| ----- | ----- | ----- | ----- | ----- | ----- | ----- | ----- | ----- |
| 6276  | ↗7325 | ↘7212 | ↘6058 | ↘5341 | ↘4515 | ↘4370 | ↘4255 | ↗4420 |
| 2013  | 2014  | 2015  | 2016  | 2017  | 2018  | 2019  | 2020  | 2021  |
| ↗4583 | ↗4644 | ↘4630 | ↗4639 | ↘4596 | ↘4513 | ↘4450 | ↘4379 | ↘3990 |

|           | 1866 | 1878 | 1897 | 1920 | 1926 |
| --------- | ---- | ---- | ---- | ---- | ---- |
| население | 1075 | 1008 | 932  | 2713 | 3753 |

## Экономика
Бытошевский стекольный завод по выпуску оконного стекла был закрыт в 2012 году. Лесопилки. Небольшое предприятие по выпуску базальтового волокна (огнеупорная вата).
Распоряжением Правительства РФ от 29.07.2014 № 1398-р (ред. от 13.05.2016) «Об утверждении перечня моногородов», включён в список моногородов Российской Федерации, «в которых имеются риски ухудшения социально-экономического положения».

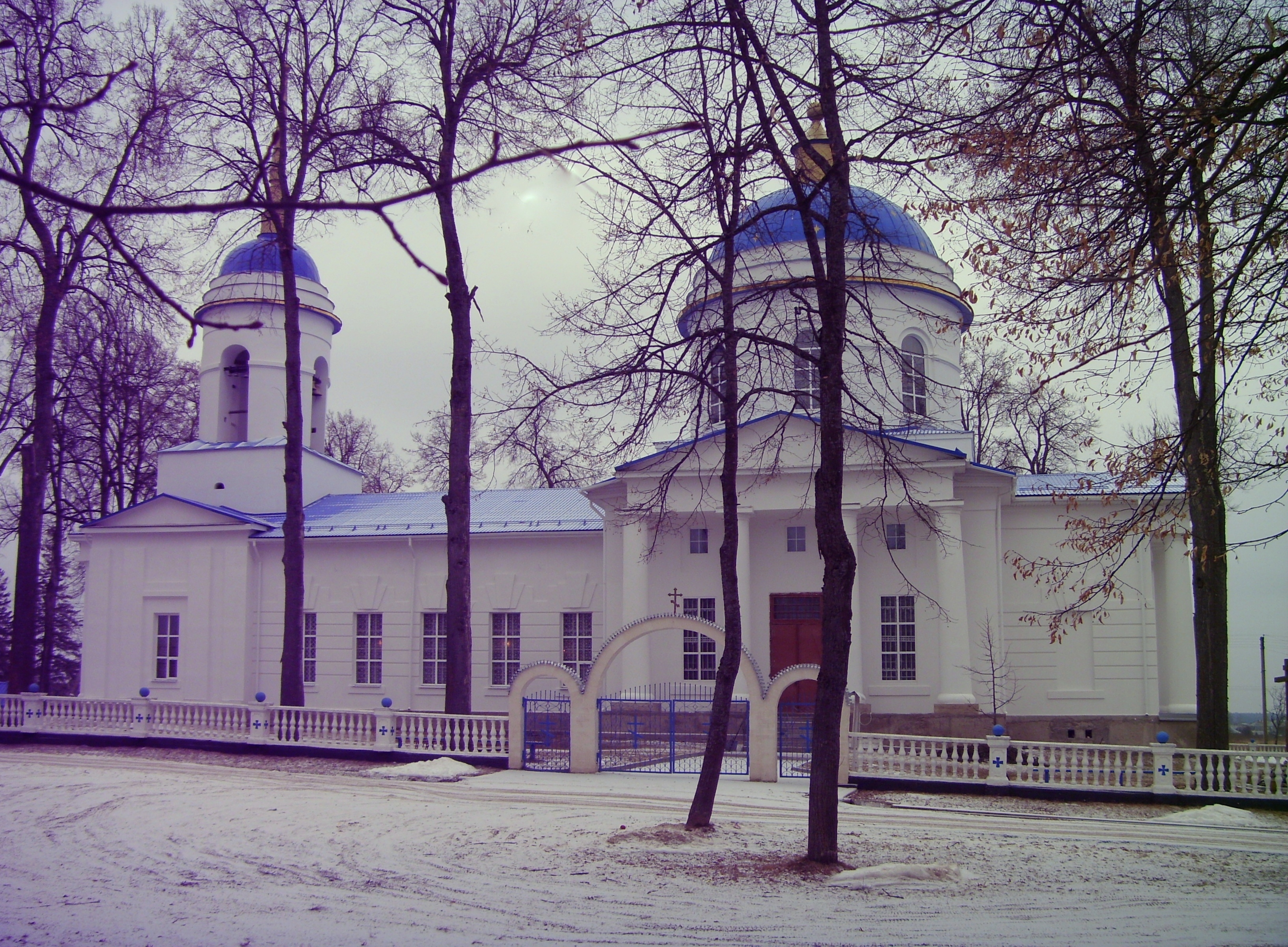
Покровская церковь

## Достопримечательности
- Памятник архитектуры — церковь Покрова (1834—1846).

## Известные уроженцы
- Василий Сергеевич Курков, Герой Советского Союза
- Пётр Матвеевич Марютин, Герой Советского Союза